# 王立军案
王立军徇私枉法、叛逃、滥用职权、受贿案，简称王立军案，指重庆市人民政府原副市长、重庆市公安局原局长王立军于2012年9月被四川省成都市中级人民法院一审认定犯有徇私枉法罪（参见海伍德死亡案）、叛逃罪（参见王立军事件）、滥用职权罪、受贿罪而判处有期徒刑十五年、剥夺政治权利一年的一宗刑事案件。王立军当庭表示不上诉，检察院未抗诉，判决现已生效。

## 案件背景
- 海伍德之死 → 王立军事件 → 薄熙来事件

## 侦查阶段
2012年6月26日，重庆市人大常委会接受王立军辞去全国人大代表职务；2012年6月30日，全国人大常委会公告，王立军的第十一届全国人大代表资格终止。
- 涉嫌叛逃罪部分：侦查机关成都市国家安全局，经成都市人民检察院批准于7月22日对王立军执行逮捕，8月2日侦查终结后移送成都市人民检察院审查起诉。
- 涉嫌徇私枉法罪部分：侦查机关合肥市人民检察院（最高人民检察院指定管辖），8月2日移送成都市人民检察院审查起诉。
- 涉嫌滥用职权罪部分：侦查机关四川省人民检察院（最高人民检察院指定管辖），8月8日移送成都市人民检察院审查起诉。
- 涉嫌受贿罪部分：侦查机关四川省人民检察院（最高人民检察院指定管辖），9月1日移送成都市人民检察院审查起诉。

## 检方指控
9月5日，成都市人民检察院依法对王立军涉嫌犯罪提起公诉，检方观点如下：

### 徇私枉法
检方称，王立军明知薄谷开来有故意杀人重大嫌疑而包庇，但王后来对薄谷开来涉嫌杀人案重建档案、调查补证、保留物证，向国家有关部门反映并提供有关证据材料，可酌情从轻处罚。

### 叛逃
检方认为，王立军叛逃美国驻成都总领事馆，但犯罪后自动投案属自首。

### 滥用职权
起诉书指控，2010年以来，王立军未经批准或者伪造批准手续，先后对多人使用技术侦查措施。

### 受贿
起诉书指控，王立军利用职务便利非法收受他人财物共计折合人民币305万余元（合约47.5万美元）。
- 2008年9月（王立军时任重庆市公安局常务副局长）、2009年11月（2009年3月起任局长），大连世源贸易有限公司法定代表人于俊世先后两次为其支付在重庆租住的别墅租金共计20万元。2009年10月，王协助于俊世释放已被羁押犯人。
- 2009年4月，大连实德集团有限公司董事长徐明出资285万余元，为王的直系亲属在北京购买两套住房，房屋以其岳父名义购买。此后，王协助徐明释放已被羁押犯人。

## 庭审情况
2012年9月，四川省成都市中级人民法院根据最高人民法院《指定管辖决定书》立案受理此案。王立军被控犯叛逃罪和滥用职权罪部分，因涉及中华人民共和国国家秘密，于9月17日不公开审理；此案徇私枉法、受贿部分，于9月18日公开开庭审理；法院将择期宣判。
- 合议庭
  - 审判长：钟尔璞（成都中院副院长）

## 判决结果
2012年9月24日上午，四川省成都市中级人民法院对此案作出一审宣判，对王立军：
- 以徇私枉法罪判处有期徒刑七年；
- 以叛逃罪判处有期徒刑二年，剥夺政治权利一年；
- 以滥用职权罪判处有期徒刑二年；
- 以受贿罪判处有期徒刑九年；

——数罪并罚，决定执行有期徒刑十五年，剥夺政治权利一年。王立军当庭表示不上诉。

## 案情疑点与舆论反应
2012年9月19日下午，新华网发布《王立军案庭审及案情始末》，引起进一步热议。

当时拥有1,638万粉丝的李开复在其微博写道：

- 1，最文艺的环节：“化作青烟，驾鹤西去”。
- 2，最不解的环节：28日告知，怎么29日才打耳光？
- 3，最荒谬的环节：北京两套房285万！

李开复的这条微博被许多人转发和评论，有人补充一条悬疑：（薄瓜瓜）“夜奔万州”（王立军避而不见）。

## 另案处理
- 薄谷开来、张晓军故意杀人案
- 郭维国、李阳、王鹏飞、王智徇私枉法案
- 薄熙来受贿、贪污、滥用职权案
- 周永康受贿、滥用职权、故意泄露国家秘密案